# Desirée Rolando
Anna Paola Desire Facchinei Rolando, o conocida como Desirée Rolando (Caracas, 26 de julio de 1956) es una ex modelo, animadora de televisión y reina de belleza venezolana, ganadora del Miss Venezuela 1973. Ganó el concurso siendo una adolescente. Después viajaría al Miss Universo 1973, celebrado en el Anfiteatro del Anciano Teatro de "Herodes Atticus", en Atenas (Grecia), representando a Venezuela, donde no figuró en el concurso ganado por María Margarita Morán de Filipinas.

## Biografía

### Vida personal
Hizo carrera como animadora de TV y posteriormente se graduó de abogado. Se ha casado tres veces. Posteriormente ganó el concurso “Bella entre las Bellas” que hizo la desaparecida revista Variedades del Bloque De Armas.

### Miss Venezuela 1973
Ingresaría al certamen mediante una apuesta hecha por sus compañeras del colegio Teresiano de La Castellana - Caracas, portando la banda del Estado Carabobo se convertiría en la ganadora del Miss Venezuela 1973, certamen en el cual participó la hoy fallecida Hilda Carrero, No Clasificaría en el Miss Universo 1973.

## Cuadro final
| Candidata                           | Posición            | Representación   | Ciudad natal | Participación en concursos                             |
| ----------------------------------- | ------------------- | ---------------- | ------------ | ------------------------------------------------------ |
| Anna Paola Desirée Rolando          | Miss Venezuela 1973 | Estado Carabobo  | Caracas      | Miss Universo 1973, no clasificó                       |
| Edicta de los Ángeles García Oporto | Primera Finalista   | Estado Zulia     | Maracaibo    | Miss Mundo 1973, no clasificó                          |
| Cecilia Ramírez Padrón              | Segunda Finalista   | Distrito Federal | Caracas      | Miss Young International 1974, Segunda Finalista       |
| Hilda Elvira Carrero García (†)     | Tercera Finalista   | Estado Táchira   | Caracas      | Miss Internacional 1973, Top 15 Semifinalista          |
| Hilda Elvira Carrero García (†)     | Tercera Finalista   | Estado Táchira   | Caracas      | Reina Internacional del Café 1974, Virreina            |
| Hilda Elvira Carrero García (†)     | Tercera Finalista   | Estado Táchira   | Caracas      | Miss Ámbar del Mundo 1977, Cuarta Finalista            |
| Bettina Rezich                      | Cuarta Finalista    | Estado Barinas   | Maracay      | Miss Turismo del Caribe y Centroamérica 1973, Ganadora |